# Norbert Reichart
Norbert Reichart (* 16. Februar 1970) ist ein österreichischer Komponist sowie Musik- und Entertainment-Produzent. Am bekanntesten ist er für seine Zusammenarbeit mit dem Autor der Erinnerungen an die Zukunft, Erich von Däniken.
In den 1990ern war Reichart der Produzent und Komponist für die österreichische Trance-Band Imperio, die mehrere Songs hatte, die in internationalen Charts erschienen sind. Er ist derzeit der Vorstandsvorsitzende von Media Invest Entertainment.
Reichart lebt und arbeitet im Fürstentum von Monaco.

## Karriere

### Musikkarriere
Norbert Reichart ist der Musikindustrie 1994 als Komponist und Produzent des Dancefloor-Acts Imperio beigetreten. Er hat die Band drei Jahre begleitet, bis sie sich 1997 aufgelöst hat. 1995 hat die Gruppe ihr erstes Album Veni, Vidi, Vici veröffentlicht und 1996 ein zweites Album Return to Paradise.
1997 hat Reichart die Plattenfirma DANCE LAB gegründet, was ein Gemeinschaftsprojekt mit EMI Österreich war. Mehr als 20 Platten wurden veröffentlicht, von denen alle in den Top 20 der österreichischen Charts waren. DANCE LAB war die erfolgreichste Dance-Plattenfirma in Österreich.
Im Laufe seiner Karriere hat Reichart mehrere internationale Charterfolge komponiert und produziert und hat mit Künstlern wie Jose Carreras, Umberto Tozzi, Narada Michael Walden, Al Bano Carrisi, Andrea Bocelli, DJ Visage, Imperio, Decadance, den Pizza Boys und Papublic zusammengearbeitet. Er ist einer der erfolgreichsten Musikproduzenten in Österreich und viele seiner Produktionen wurden in Ländern wie Deutschland, der Schweiz, Österreich, dem Vereinigten Königreich, Frankreich, Schweden, Belgien, Finnland, den Niederlanden, Spanien, Australien, Ungarn, der Tschechoslowakei und Russland zu Hits.
Formula, ein Song, der von Reichart produziert wurde und von DJ Visage aufgeführt wurde, war ein Nummer-eins-Hit in Belgien und mehreren anderen Ländern. Reichart war ebenfalls der Produzent und Manager von United Music GmbH, einem Musikstudio mit Sitz in Österreich.

### Media Invest Entertainment
Reichart ist der Gründer und Vorstandsvorsitzende von Media Invest Entertainment, dem Unternehmen, das die Rechte für die Lizenz von Erinnerungen an die Zukunft kontrolliert. Das Unternehmen entwickelt das Projekt „Erinnerungen an die Zukunft“, zu dem mehrere Franchise-Produkte geplant sind, wie etwa ein zukünftiger Film, Fernsehserien, Videospiele, eine Welttournee, ein Vergnügungspark, interaktive Bücher und Musikproduktionen. Als CEO von Media Invest Entertainment ist Reichart Gründer von Blackpool Central, einem 300 Millionen Pfund teuren, gemischt genutzten Freizeit- und Unterhaltungskomplex in Partnerschaft mit dem in Manchester ansässigen Entwickler Nikal LTD.